# Kamma Laurents
Kamma Laurents, født Kamme Julie Rosenberg (9. marts 1903 i København – 18. februar 1996) var en dansk forfatter, søster til Kai Rosenberg.
Af hovedværker må nævnes Spørge Jørgen fra 1944, illustreret af Storm P.